# ساسان سلیمانی
ساسان سلیمانی (زاده ۱۳۶۲) کارگردان و انیماتور اهل ایران است.
او دانش‌آموخته کارگردانی و انیمیشن می‌باشد و سال ۲۰۰۷ جایزه بهترین فیلمنامه و کارگردانی را از فستیوال «نور» در سانفرانسیسکو برای فیلم کوتاه «به اندازه یک سیگار» دریافت کرده است. مجموعه ۲۶ قسمتی «داستان مثنوی» از شبکه دوم سیما هم از جمله کارهای اوست. او ویدئوکلیپ جنجالی هپی را کارگردانی کرده و بمدت ده روز  در زندان رجایی شهر در بازداشت بوده است و همچنین پیشنهاد دهنده رنگ بنفش برای کمپین انتخاباتی حسن روحانی در انتخابات ریاست جمهوری ایران در سال ۱۳۹۲ بوده‌است.

## دستگیری
۱۹ اردیبهشت ۹۳، شش تن از جوانانی که در ساختن ویدئویی به نام «هپی» (بر اساس ترانه خوشحال از فارل ویلیامز) مشارکت داشتند، توسط پلیس اخلاقی تهران بازداشت شدند. عصر سه‌شنبه ۳۰ اردیبهشت ۹۳ تلویزیون ایران گزارشی تصویری از بازداشت این جوانان پخش کرد. سپس این خبر در همه رسانه‌های جهان بازتاب گسترده‌ای یافت. این افراد، پس از آنکه در مقابل دوربین تلویزیون اعتراف کردند که فریب خورده‌اند، یک روز پس از بازداشتشان با تودیع وثیقه‌هایی بین ۳۰ تا ۵۰ میلیون تومان آزاد شدند.
مأموران یک روز پس از بازداشت عوامل نماهنگ «هپی» به خانه ساسان سلیمانی رفتند و پس از ضبط رایانه و وسایل شخصی‌اش، او را نیز بازداشت کردند. وی نیز در هشتم خرداد ماه با وثیقه ۵۰ میلیون تومانی آزاد شد.
وی پیش از این نماهنگ «سوسن خانم» از گروه موسیقی «بروبکس» را ساخته بود که به خاطر این نماهنگ هم بازداشت شد و مدتی در زندان اوین محبوس بود.